# Stade Ludo Coeck
Le stade Ludo Coeck (en néerlandais : Ludo Coeckstadion) est un stade belge de football situé dans la commune de Berchem au Sud de la métropole anversoise. Depuis sa construction en 1929, il est l'antre du K. Berchem Sport, matricule 28 de l'URBSFA, un des plus anciens clubs belges encore en activité. Ce stade est appelé Het Rooi jusqu'en 2009.
En 2011, l'enceinte a une capacité d'un peu plus de 13 000 places. En 2019, pour raison de sécurité, les tribunes ont été démolies et remplacées par des nouvelles. Il y a maintenant 2800 places assises et couvertes. 

## Histoire
Ce stade a été inauguré le 29 août 1929 avec une rencontre de gala entre son club résident, Berchem Sport et le PSV Eindhoven (victoire 2-3 des Néerlandais). Il porte longtemps le nom du Parc en bordure duquel il est situé: Het Rooi.
Le Rooi devient et reste un des stades mythiques de l'histoire du football belge puisque le club de Berchem Sport a évolué pendant 41 saisons dans la plus haute division nationale.
L'enceinte subit différentes modernisations et rénovations, la dernière en 2001. Ces derniers travaux portent à 2 687, le nombre de places assises couvertes. La capacité totale officielle est de 13 607 spectateurs.
En 2008-2009, le Rooi est rebaptisé Ludo Coeckstadion en hommage à l'ancien International belge qui débuta à Berchem Sport avant d'être transféré à Anderlecht. Suzy, la sœur du joueur fut un temps, Présidente de Berchem Sport.
En septembre 2018, toutes les tribunes ont été rasées à l’exception de la tribune des places assises qui est pour l'instant déclassée.  En 2019 des tribunes avec un total 2800 places assises et couvertes ont été construites.

### Sources et Liens externes
- Wikipédia en Néerlandais
- Website officiel du K. Berchem Sport 2004, club résident du L. Coeckstadion